# Liphistius kanthan
Espèce
Statut de conservation UICN

 CR B1ab(i,ii,iii,iv,v)+2ab(i,ii,iii,iv,v) : 
En danger critique
Liphistius kanthan est une espèce d'araignées mésothèles de la famille des Liphistiidae.

## Distribution
Cette espèce est endémique du Perak en Malaisie péninsulaire,.

## Description
La femelle holotype mesure 10,7 mm.

## Étymologie
Son nom d'espèce lui a été donné en référence au lieu de sa découverte, Gua Kanthan.

## Publication originale
- Platnick, Schwendinger & Steiner, 1997 : Three new species of the spider genus Liphistius (Araneae, Mesothelae) from Malaysia. American Museum Novitates, no 3209, p. 1-13 (texte intégral).